# Egbert Sjuck Gerrold Juckema van Burmania Rengers
Egbert Sjuck Gerrold Juckema van Burmania Rengers (IJsbrechtum, 21 maart 1745 - Den Haag, 24 februari 1806) was een politicus, die van een tegenstander van stadhouder Willem V veranderde in voorstander. Hij was de leider van de Friese adel en had veel invloed. Hij stond bekend als Lange Rengers.

## Biografie
Egbert van Burmania Rengers was de zoon van Sjuck van Burmania Rengers en evenals zijn vader en grootvader grietman van Wymbritseradeel, curator van de Hogeschool van Franeker en in 1782 burgemeester van Leeuwarden. Hij behoorde aanvankelijk tot een van de acht staatsgezinde regenten in Friesland, die Court Lambertus van Beyma in 1782 in zijn poging een provinciale militie op te richten, steunden. Zonder Rengers werden zelfs geen beslissingen genomen. Hij was een tegenstander van de hertog van Brunswijk, maar zou ook anti-stadhouder kunnen zijn geweest. Zijn vader dreigde hem te onterven, hij zou brutaal zijn, verstandig, iemand die op zijn eigen voordeel uit was, ongemakkelijk en ontevreden. Omdat hij geen kinderen meer wilde hebben, sliep hij niet meer bij zijn vrouw, de dochter van een Nijmeegse burgemeester.
In 1783 probeerden de prinsgezinden Van Burmania Rengers te paaien. In juni 1784 reisde hij naar Amsterdam, mogelijk vanwege een patriottische bijeenkomst in de Handboogdoelen (Amsterdam). In december 1784, nadat de hertog van Brunswijk het land had verlaten, overlegde hij opnieuw in Amsterdam. Mogelijk ging Rengers in het voorjaar van 1785 om toen een scheuring ontstond tussen democratische patriotten en republikeinse aristocraten. Rengers werd tegenstander van Van Beyma, die in november 1785 zijn krediet had verloren. In september 1786 was Van Burmania Rengers een van de felste tegenstanders van de patriotten in Friesland geworden, om te voorkomen dat het voorbeeld van Daendels, die in Hattem op revolutionaire wijze een poging had gedaan een zetel in de vroedschap te bezetten, zonder goedkeuring van de stadhouder, zou worden gevolgd.
Volgens Simon Schama zou Van Burmania Rengers gedurende vanaf september 1787 een van de bloedhonden zijn geweest, maar die baseerde zich waarschijnlijk op de zogenaamde bloedplakaten die in september 1786 werden uitgevaardigd. Op 10 september 1791 kreeg hij bezoek van de stadhouder die kwam eten op de Epemastate. In 1792 gaf hij opdracht tot het maken van een kaart in verband met een grensgeschil met de stad Sneek. In 1793 behoorde hij tot de vrijmetselarij.
Op 3 februari 1795 onderhandelde Van Burmania Rengers (samen met Willem Anne van Haren, R.L. van Andringa de Kempenaer en Petrus Wierdsma) in Zwolle met Daendels als vertegenwoordiger van de Staten van Friesland. Men wilde de vier statenleden gijzelen, maar Daendels wist dat te voorkomen. Ze betaalden wel een hoge prijs voor een vrije aftocht. Ze moesten plechtig beloven dat alle wegens de troebelen van 1787 veroordeelde patriotten gratie kregen en de lopende procedures tegen hen onmiddellijk werden opgeschort. Ook dienden alle sancties tegen de burgerbewapening ongedaan te worden gemaakt. Op straffe van het verlies van hun leven moesten de delegatieleden ten slotte zweren dat de Friese Staten zich op geen enkele wijze tegen de komende revolutie zouden verzetten. Op de terugweg ontmoetten zij Abraham Staal. Waarom die precies met Daendels wilde spreken is onduidelijk. Op 11 februari werd hij opgebracht naar het blokhuis, in verband met het Kollumer oproer. Zijn vrouw volgde hem mogelijk de hele weg te voet.
De Staatsregeling van 1801 introduceerde een krachtig binnenlands bestuur. In 1801 werd Van Burmania Rengers een van de twaalf leden van het Staatsbewind, wat hij bleef tot 1805. Niet iedereen was tevreden met het nieuwe bestuur. De meesten waren bejaard, zwak, middelmatig en ijdel. Bernardus Bosch dreef de spot met hem. Hij was lid van het Wetgevend Lichaam (1805-1806).
Van Burmania Rengers woonde op de Prinsessegracht, en ligt begraven in IJsbrechtum. Behalve twee zonen, Bernard Walraad van Welderen Rengers en Justinus Sjuck Gerrold (Baron) Juckema Van Burmania Rengers had hij ook een jong overleden zoon.
- Biografisch Portaal: 67204384
- Gemeinsame Normdatei: 1153845938
- International Standard Name Identifier: 0000 0003 9703 3644
- Nederlandse Thesaurus van Auteursnamen: 146309243
- Parlement.com: vg9fgopvt3xl
- Virtual International Authority File: 292119209
- WorldCat: E39PBJwmWdDBwGGRydBrCRGfv3